# HD 180902 b
HD 180902 b es un planeta extrasolar que orbita la estrella del tipo K HD 180902 aproximadamente 359 años luz de distancia en la constelación de  Sagitario.